# St. Radegundis (Gössenheim)

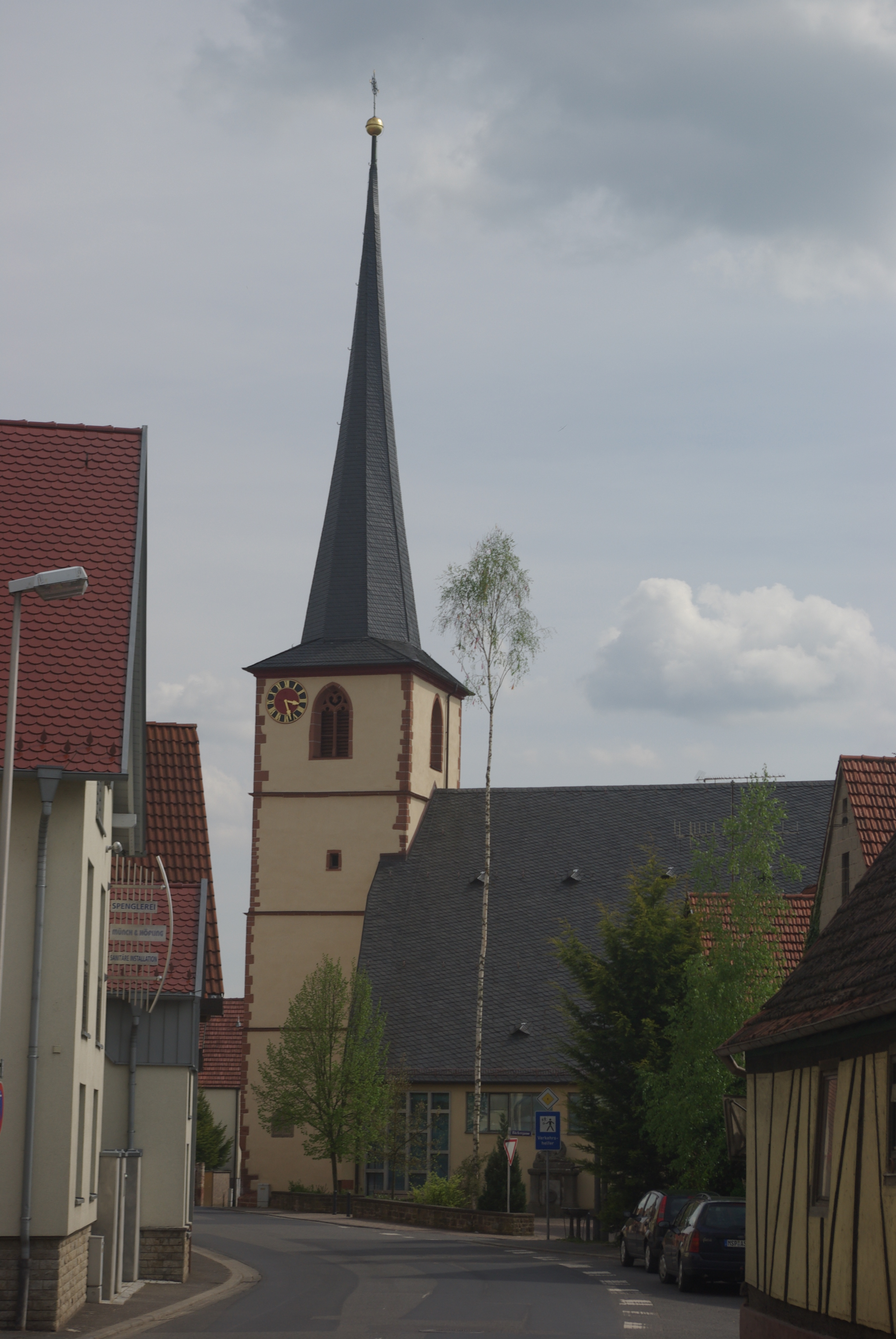
St. Radegundis (Gössenheim)

Die römisch-katholische Pfarrkirche St. Radegundis ist ein Kirchengebäude, das in Gössenheim, einer Gemeinde im unterfränkischen Landkreis Main-Spessart in Bayern, steht. Denkmalgeschützt sind der Chorturm mit einem Unterbau aus dem Ende des 14. Jahrhunderts, die mittelalterliche Kirchhofbefestigung und Teile der Kirchenausstattung. Die Pfarrei gehört zur Pfarreiengemeinschaft Unter der Homburg (Gössenheim) im Dekanat Karlstadt des Bistums Würzburg. 

## Beschreibung
Der Chorturm auf quadratischem Grundriss von 1393 wurde 1614 aufgestockt und mit einem achtseitigen, schiefergedeckten Helm bedeckt und damit zum Julius-Echter-Turm gestaltet. Sein oberstes Geschoss beherbergt die Turmuhr und den Glockenstuhl. Er wurde in den Neubau des modernen Kirchenschiffs einbezogen. Die Kirchenausstattung, wie der Hochaltar, entstand um 1790.